# ایگل‌ویل، شهرستان سنتر، پنسیلوانیا
ایگل‌ویل (به انگلیسی: Eagleville) یک منطقهٔ مسکونی در ایالات متحده آمریکا است که در پنسیلوانیا واقع شده‌است. ایگل‌ویل ۳۲۴ نفر جمعیت دارد.